# Gare de Hasuda
La gare de Hasuda (蓮田駅, Hasuda-eki) est une gare ferroviaire de la ville de Hasuda, dans la préfecture de Saitama au Japon. La gare est exploitée par la compagnie JR East.

## Situation ferroviaire
La gare est située au point kilométrique (PK) 39,2 de la ligne principale Tōhoku (ligne Utsunomiya).

## Histoire
La gare de Hasuda a été inaugurée le 16 juillet 1885.

## Service des voyageurs

### Accueil
La gare dispose d'un bâtiment voyageurs, avec guichets, ouvert tous les jours.

### Desserte
- Ligne Utsunomiya :
  - voie 1 : direction Oyama et Utsunomiya
  - voies 2 et 3 : direction Ōmiya, Tokyo (par la ligne Ueno-Tokyo), Shinjuku (par la ligne Shōnan-Shinjuku), Yokohama et Ōfuna